# ユーザーユニオン事件
ユーザーユニオン事件（ユーザーユニオンじけん）とは、日本の欠陥車被害者団体の示談交渉に絡む恐喝事件。

## 概要
1960年代後半に欠陥車に関する報道が出始めた時代を背景に1970年5月に欠陥車被害者団体「日本自動車ユーザーユニオン」（以下、ユーザーユニオン）が誕生。「ユーザーユニオン」は欠陥車による被害者から相談を受けつつ、欠陥車であることの立証をするために自動車テストをして、欠陥車を生産した自動車メーカーに対応を迫っていた。また、ユーザーユニオンは1968年2月に自動車事故を起こしたホンダ・N360の運転手への有罪判決について「事故はN360の欠陥が原因であり、運転手に過失はない」とする再審請求をしたり、自動車死亡事故について遺族に自動車会社幹部らを「未必の故意」の殺人罪で刑事告訴させるなどしており、大企業に対して戦闘的な団体として世間に知られていた。
1971年11月2日にユーザーユニオン幹部2人（二級整備士資格を持つ元日産自動車社員の専務理事とヤメ検の顧問弁護士安倍治夫）が恐喝未遂容疑で東京地検特捜部に逮捕された。
捜査によって、以下の1971年3月から10月までの自動車メーカーとの示談交渉7件（メーカー5社、車種6種）について、恐喝罪や恐喝未遂罪として起訴された。
1. 本田技研工業に対して、軽乗用車N360の欠陥を理由に、被害者192人の分として16億円の支払いを要求（恐喝未遂）
2. 同じく被害者の遺族に委任されて8000万円の喝取（恐喝既遂）
3. トヨタ自動車販売（現・トヨタ自動車）に対し、ダンプカーのトヨタDA110の欠陥を理由に、ダンプ業者7人に委任されて1200万円を喝取（恐喝既遂）
4. トヨタ自動車販売に対し、乗用車のコロナマークⅡの欠陥を理由に、事故死者の遺族に委任されて、1億8000万円の要求（恐喝未遂）
5. 日産自動車に対し、商業車のダットサンサニーバン（VB10）の欠陥を理由に、被害者から委任を受けて1500万円を要求（恐喝未遂）
6. 日産ディーゼル販売（現・UDトラックス）に対し、ダンプカーのニッサンUDの欠陥を理由に、ダンプ業者3人に委任されて1億0354万円を要求（恐喝未遂）
7. 日野自動車に対し、ダンプカーのKF700の欠陥を理由に、ダンプ業者の委任を受けて550万円を喝取（恐喝既遂）

捜査の過程において、示談交渉の際に「マスコミや国会で追及する」「次々と告訴や民事訴訟をする」「武装蜂起する」旨の言葉が出たこと、16億円事件では192人の分としていた被害者の委任状は64人分しか取っていなかったこと、スズキ系ディーラーから約1400万円の援助を受けていたことが明らかになった。11月27日に2人は500万円の保釈金で保釈された。

## 裁判
1977年8月12日に東京地裁は安倍に懲役3年（求刑:懲役4年）、専務理事に懲役2年（求刑:懲役3年）の実刑判決を言い渡した。
被告は控訴し、1980年4月25日に東京高裁は8000万円事件については「欠陥車との確信のもとに事故被害者の早期救済を目指したもので、消費者としてできる限りの調査と裏付けを行えば、必ずしも穏当とはいえない言動でも社会通念上忍容の程度を超えておらず企業は受忍すべき」として「消費者の権利行使」を幅広くとらえて無罪としたものの他6事件については有罪を維持し、安倍に懲役2年（執行猶予4年）、専務理事に懲役1年6ヶ月（執行猶予4年）に減刑判決を言い渡した。
被告人が上告するも、1987年1月23日に上告が棄却されて判決が確定した。

## 余波
国会でユーザーユニオンの告発が取り扱われたことを通じ、軽自動車に速度制限（結果的に2000年まで高速道路では最高速度が80km/hに制限された）、車検制度が導入されることとなった。